# 1. deild karla 1987
Mùa giải 1987 của 1. deild karla là mùa giải thứ 33 của bóng đá hạng hai ở Iceland.

## Bảng xếp hạng
| Vị thứ | Đội         | Số trận | Thắng | Hòa | Thua | Bàn thắng | Bàn thua | Hiệu số | Điểm | Ghi chú                     |
| ------ | ----------- | ------- | ----- | --- | ---- | --------- | -------- | ------- | ---- | --------------------------- |
| 1      | Víkingur R. | 18      | 11    | 2   | 5    | 35        | 26       | +9      | 35   | Thăng hạng Úrvalsdeild 1988 |
| 2      | Leiftur     | 18      | 9     | 5   | 4    | 32        | 22       | +10     | 32   | Thăng hạng Úrvalsdeild 1988 |
| 3      | Breiðablik  | 18      | 9     | 2   | 7    | 34        | 23       | +11     | 29   |                             |
| 4      | Selfoss     | 18      | 8     | 5   | 5    | 30        | 28       | +2      | 29   |                             |
| 5      | Þróttur R.  | 18      | 9     | 1   | 8    | 35        | 31       | +4      | 28   |                             |
| 6      | ÍBV         | 18      | 7     | 5   | 6    | 35        | 30       | +5      | 26   |                             |
| 7      | KS          | 18      | 7     | 4   | 7    | 33        | 32       | +1      | 25   |                             |
| 8      | ÍR          | 18      | 7     | 4   | 7    | 33        | 34       | -1      | 25   |                             |
| 9      | Einherji    | 18      | 5     | 4   | 9    | 21        | 35       | -14     | 19   | Xuống hạng 2. deild 1988    |
| 10     | ÍBÍ         | 18      | 2     | 0   | 16   | 22        | 54       | -32     | 6    | Xuống hạng 2. deild 1988    |

## Danh sách ghi bàn
| Cầu thủ               | Số bàn thắng | Đội bóng    |
| --------------------- | ------------ | ----------- |
| Heimir Karlsson       | 16           | ÍR          |
| Jón Þórir Jónsson     | 13           | Breiðablik  |
| Trausti Ómarsson      | 13           | Víkingur R. |
| Jón Gunnar Bergs      | 12           | Selfoss     |
| Björn Bjartmarz       | 9            | Víkingur R. |
| Hafþór Kolbeinsson    | 9            | KS          |
| Sigurður Hallvarðsson | 9            | Þróttur R.  |